# Mistrovství Evropy týmů v judu 2015
Mistrovství Evropy týmů 2015 proběhlo ve sportovním komplexu Heydəra Əliyeva v Baku dne 28. června 2015.

## Česká stopa
Český tým nastoupil v tomto složení:
- -66 kg - Pavel Petřikov ml.
- -73 kg - Jakub Ječmínek
- -81 kg - Jaromír Musil a Jaromír Ježek
- -90 kg - Alexandr Jurečka a David Klammert
- +90 kg - Lukáš Krpálek a Michal Horák

## Výsledky

### Muži
|      | Zlato                                                                                                  | Stříbro | Bronz |
| ---- | --- | --- | --- |
| Týmy | Francie Loïc Korval David Larose Pierre Duprat Florent Urani Loïc Pietri Alexandre Iddir Cyrille Maret | Gruzie Amiran Papinašvili Laša Šavdatuašvili Nugzar Tatalašvili Avtandil Črikišvili Beka Gvinijašvili Varlam Lipartelijani Levan Matyjašvili Adam Okruašvili | Ukrajina Giorgi Zantaraija Serhij Drebot Artem Chomula Vitalij Dudčyk Quedjau Nhabali Vadym Syňavský Oleksandr Hordijenko Jakiv Chammo Rusko Michail Puljajev Děnis Jarcev Alan Chubecov Kirill Voprosov Kirill Děnisov |

pozn. v tabulce jsou uvedeni judisté, kteří do turnaje zasáhli

### Ženy
|      | Zlato | Stříbro | Bronz |
| ---- | --- | --- | --- |
| Týmy | Francie Annabelle Euranieová Laëtitia Blotová Clarisse Agbegnenouová Marie-Eve Gahiéová Madeleine Malongaová | Německo Mareen Krähová Viola Wächterová Miryam Roperová Martyna Trajdosová Laura Vargasová Kochová Szaundra Diedrichová Luise Malzahnová Franziska Konitzová | Itálie Odette Giuffridaová Giulia Quintavalleová Edwige Gwendová Giulia Cantoniová Assunta Galeoneová Slovinsko Petra Nareksová Vlora Beđetiová Nina Miloševićová Tina Trstenjaková Anka Pogačniková Anamari Velenšeková |

pozn. v tabulce jsou uvedeny judistky, které do turnaje zasáhly